# Bechtoldsweiler
Bechtoldsweiler ist ein Stadtteil von Hechingen im Zollernalbkreis in Baden-Württemberg (Deutschland).

## Geographie
Das Dorf liegt rund drei Kilometer nördlich der Kernstadt auf einer Ebene 555 Meter über N.N. Die Gemarkungsfläche von Bechtoldsweiler beträgt 278 Hektar. Darin befinden sich auch Gewanne des Naturschutzgebietes Winterhalde.

### Nachbarorte
Folgende Orte grenzen an Bechtoldsweiler, sie werden im Uhrzeigersinn beginnend im Norden genannt und gehören zum Zollernalbkreis beziehungsweise zum Landkreis Tübingen ¹:
Bodelshausen¹, Sickingen, Hechingen, Stein, Rangendingen und Hirrlingen¹.

## Geschichte
Bechtoldsweiler gehörte im 15. Jahrhundert den Herren von Ow zu Bodelshausen, die 1453 den Ort an Württemberg verkauften. 1472 kam der Ort wieder an die Grafschaft Zollern. Vom 16. bis zum 18. Jahrhundert gehörte Bechtoldsweiler zum Amt Stein. Die Kirche St. Wendelin wurde 1812 in klassizistischen Formen erbaut. Das Dorf hat heute fast ausschließlich Wohnfunktion.
Bei der Gebietsreform in Baden-Württemberg wurde Bechtoldsweiler am 1. April 1972 in die Stadt Hechingen eingegliedert.

## Politik
Ortsvorsteher war von 1994 bis 2019 Günther Konstanzer, seit 2019 ist dies Bernd Zimmermann.

## Wirtschaft und Infrastruktur
Der ÖPNV wird durch den Verkehrsverbund Neckar-Alb-Donau (naldo) gewährleistet. Der Ort befindet sich in der Wabe 332 und wird von der Linie 7617 bedient.